# Usumacinta
De Usumacinta is een rivier in Guatemala en Mexico en de belangrijkste rivier van het oude land van de Maya's.
Ze is circa 560 km lang. Zij ontspringt in het zuidelijke hoogland van Guatemala, El Petén, en stroomt naar het noordwesten, waar ze enige tijd de westelijke grens van Guatemala met Chiapas (Mexico) vormt. Daarna stroomt ze Mexico in om uit te komen in de Golf van Mexico.
Het bekken van de rivier bedraagt 106.000 km² en dit gebied was anno 1995 nog voor 59% bebost. In het gebied komt veel wild voor bijvoorbeeld ocelot en jaguar. De rivier telt 70 soorten vis, waarvan 35 endemisch. De rivier is de 6e rivier van Latijns-Amerika. Een belangrijke zijrivier is de Chixoy.
Het gebied was het hartland van de Maya's in de klassieke tijd; er liggen belangrijke vindplaatsen aan de rivier, onder andere de stad Yaxchilán.